# شهرستان گرنت (ویسکانسین)
شهرستان گرنت، ویسکانسین (به انگلیسی: Grant County, Wisconsin) یک سکونتگاه مسکونی در ایالات متحده آمریکا است که در ویسکانسین واقع شده‌است.

## خصوصیات
شهرستان گرنت ۳٬۰۶۳٫۹۷ کیلومترمربع مساحت دارد.